# Belleview (Floryda)
Belleview – miasto w Stanach Zjednoczonych, w stanie Floryda, w hrabstwie Marion.